# 부곡여자중학교
부곡여자중학교(釜谷女子中學校)는 대한민국 부산광역시 금정구 부곡동에 있는 공립 중학교이다.

## 학교 연혁
- 1981년 10월 14일 : 교사 신축공사 착공
- 1981년 12월 28일 : 부곡여자중학교 설립 인가
- 1982년 3월 1일 : 초대 김유응 교장 취임
- 1982년 3월 5일 : 개교 및 제1회 입학식(11학급 691명)
- 1982년 5월 15일 : 교사 신축공사 준공
- 1985년 2월 16일 : 제1회 졸업식(11학급 689명)
- 2009년 11월 23일 : 교육복지실 완공
- 2012년 5월 4일 : 영어,수학 과목중점형 교과교실제 선정
- 2022년 9월 20일 : 다목적 강당 ‘한솔관’ 개관
- 2023년 3월 1일 : 디지털 기반 미래교육 거점학교 지정·운영(3년간)
- 2024년 2월 7일 : 제40회 졸업식(8학급 210명, 총 17,586명)
- 2024년 3월 4일 : 제43회 입학식(8학급 214명)
- 2024년 9월 1일 : 제20대 차전환 교장 취임

## 참고 자료
- 부곡여자중학교 - 한국교육학술정보원 학교알리미